# 阿鲁错
阿鲁错（藏語：ཨ་རུ་མཚོ，威利转写：a ru mtsho，THL：Aru Tso）位于中国西藏自治区西部阿里地区境内，地跨日土县和改则县两县，地处昆仑山脉南麓，湖面海拔4940米，面积103平方公里。湖区气候寒冷干燥，年均气温-6～-4℃，年均降水量约75毫米。湖水主要靠冰雪融水径流补给，湖水从西北端出泄注入美马错。

## 交通
- 216国道